# Kinlough
Kinlough (iriska: Cionn Locha) är en ort i republiken Irland.   Den ligger i grevskapet County Leitrim och provinsen Connacht, i den norra delen av landet, 180 km nordväst om huvudstaden Dublin. Kinlough ligger 27 meter över havet och antalet invånare är 1 018. Den ligger vid sjön Lough Melvin.
Terrängen runt Kinlough är platt norrut, men söderut är den kuperad. Havet är nära Kinlough åt nordväst. Runt Kinlough är det mycket glesbefolkat, med 6 invånare per kvadratkilometer. Närmaste större samhälle är Drumcliff, 19,1 km sydväst om Kinlough. Trakten runt Kinlough består i huvudsak av gräsmarker.